# Kropbrood
Kropbrood is brood dat bereid is uit tarwemeel dat niet gezeefd of gebuild is. De term wordt lokaal gebruikt.

## Meel voor kropbrood
Als graan gemalen wordt, ontstaat volkorenmeel. Na het malen wordt het meel gezeefd. In molens wordt deze zeef de buil genoemd. Gezeefd of gebuild meel is bloem. Kropbrood wordt uit ongebuild meel gemaakt.

## Variatie uit de Verenigde Staten

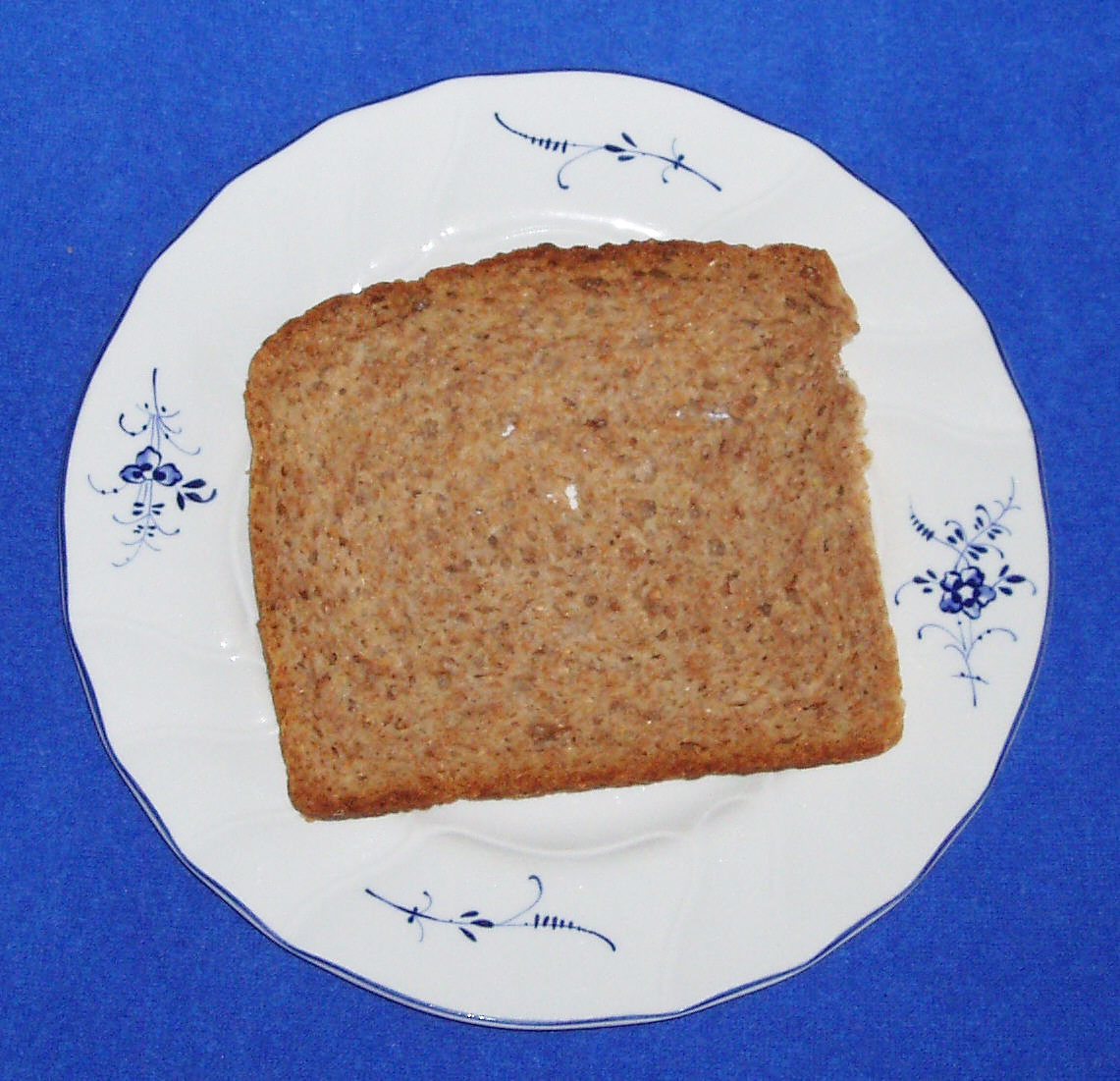
Graham bread

In de Verenigde Staten bestaat een vergelijkbare broodsoort onder de naam Graham bread. De samenstelling van het beslag varieert, maar het bevat in ieder geval ongebuild meel, vaak gebuild meel, melk en suiker, soms ook noten, boter en melasse. Het Amerikaanse recept voor kropbrood gaat terug tot Nederlandse immigrantengemeenschappen. 